# Игры Содружества 1990
Игры Содружества 1990 года проходили в городе Окленд (Новая Зеландия) с 24 января по 3 февраля и были 14-ми по счёту. В соревнованиях приняли участие 2074 атлета из 55 стран, которые разыграли 204 комплекта наград. Также Игры стали частью проводившихся в Новой Зеландии торжеств по случаю 150-летия образования страны.
Игры были третьими по счёту в Новой Зеландии и вторыми, прошедшими в Окленде. Первые в Новой Зеландии Игры прошли в 1950 году (Окленд), вторые — в 1974 году (Крайстчерч). Спортсмены состязались в десяти видах: лёгкая атлетика, водные виды спорта (прыжки в воду, плавание и синхронное плавание), бадминтон, бокс, велоспорт, спортивная гимнастика, дзюдо, боулинг, стрельба и тяжёлая атлетика.

## Страны-участницы
В Играх приняли участие 55 стран и территорий.
| Страны и территории |
| --- |
| - Австралия - Багамские Острова - Бангладеш - Барбадос - Бермуды - Ботсвана - Виргинские Острова (Великобритания) - Бруней - Канада - Острова Кайман - Острова Кука - Кипр - Англия - Фолклендские острова - Гана - Гибралтар - Гернси - Гайана - Гонконг - Индия - Остров Мэн - Ямайка - Джерси - Кения - Лесото - Малави - Малайзия - Мальдивы - Мальта - Маврикий - Науру - Новая Зеландия - Нигерия - Остров Норфолк - Северная Ирландия - Пакистан - Папуа — Новая Гвинея - Сент-Китс и Невис - Шотландия - Сейшельские Острова - Сьерра-Леоне - Сингапур - Соломоновы Острова - Шри-Ланка - Свазиленд - Танзания - Гамбия - Тонга - Тринидад и Тобаго - Уганда - Вануату - Уэльс - Самоа - Замбия - Зимбабве |
| Страны и территории, дебютировавшие на Играх |
| - Виргинские Острова (Великобритания) - Бруней - Науру - Сейшельские Острова |

## Таблица медалей
*   Принимающая страна (Новая Зеландия)
| Место           | Страна               | Золото | Серебро | Бронза | Всего |
| --------------- | -------------------- | ------ | ------- | ------ | ----- |
| 1               | Австралия            | 52     | 54      | 58     | 164   |
| 2               | Англия               | 46     | 40      | 42     | 128   |
| 3               | Канада               | 36     | 42      | 38     | 116   |
| 4               | Новая Зеландия*      | 17     | 14      | 27     | 58    |
| 5               | Индия                | 13     | 8       | 11     | 32    |
| 6               | Уэльс                | 10     | 3       | 12     | 25    |
| 7               | Кения                | 6      | 9       | 3      | 18    |
| 8               | Нигерия              | 5      | 13      | 7      | 25    |
| 9               | Шотландия            | 5      | 7       | 10     | 22    |
| 10              | Малайзия             | 2      | 2       | 0      | 4     |
| 11              | Уганда               | 2      | 0       | 2      | 4     |
| 11              | Ямайка               | 2      | 0       | 2      | 4     |
| 13              | Северная Ирландия    | 1      | 3       | 5      | 9     |
| 14              | Науру                | 1      | 2       | 0      | 3     |
| 15              | Гонконг              | 1      | 1       | 3      | 5     |
| 16              | Кипр                 | 1      | 1       | 0      | 2     |
| 17              | Бангладеш            | 1      | 0       | 1      | 2     |
| 17              | Джерси               | 1      | 0       | 1      | 2     |
| 19              | Бермуды              | 1      | 0       | 0      | 1     |
| 19              | Гернси               | 1      | 0       | 0      | 1     |
| 19              | Папуа — Новая Гвинея | 1      | 0       | 0      | 1     |
| 22              | Зимбабве             | 0      | 2       | 1      | 3     |
| 23              | Гана                 | 0      | 2       | 0      | 2     |
| 24              | Танзания             | 0      | 1       | 2      | 3     |
| 25              | Замбия               | 0      | 0       | 3      | 3     |
| 26              | Багамские Острова    | 0      | 0       | 2      | 2     |
| 26              | Самоа                | 0      | 0       | 2      | 2     |
| 28              | Гайана               | 0      | 0       | 1      | 1     |
| 28              | Мальта               | 0      | 0       | 1      | 1     |
| Всего стран: 29 | Всего стран: 29      | 205    | 204     | 234    | 643   |